# Vindeby (Slesvig)
 Denne artikel omhandler Vindeby i Tyskland . Opslagsordet har også en anden betydning, se Vindeby.
Vindeby (dansk) eller Windeby (tysk) er en landsby og kommune beliggende vest for Egernførde (Egernfjord) i det sydøstlige Sydslesvig. Administrativt hører kommunen under Rendsborg-Egernførde kreds i den tyske delstat Slesvig-Holsten. Kommunen samarbejder på administrativt plan med andre kommuner i omegnen i Slien-Østersø kommunefællesskab (Amt Schlei-Ostsee). I kirkelig henseende hører Vindeby under uner Borreby Sogn. Sognet lå delvis i Egernførde Herred (Slesvig), da området var dansk.

## Geografi
Vindeby er beliggende i et let kuperet landskab syd for Slien ved Vindeby Nor, der tidligere stod i forbindelse med Egernfjorden. Kommunen består af landsbyerne Vindeby og Kokketorp (Koktrup) samt gårdene og bebyggelser Christianshøj (Christianshöh), Fredland (Friedland), Friedensthal, Frohsein og Vesterdal (Westerthal).

## Historie
Stednavnet Vindeby er første gang dokumenteret 1409. Stednavnet henføres til glda. windir i betydning vendere (sml. Vindeby på Lolland). Muligt er også en afledning af oldnordisk vinda (≈blæse, dreje) eller vindr (≈skæv). Allerede i 1400-tallet blev landsbyen omdannet til et selvstændigt adelsgods (Vindeby gods). Vindeby gods rådede over flere besiddelser i det sydøstlige Slesvig, især i Borreby Sogn. Indtil 1554 hørte også Mølskov som avlsgård under Vindeby gods. I 1628 afgav Vindeby Barkelsby til Himmelmark gods. I 1853 kom Vindeby under det nyskabte Egernførde Herred.
Kommunens anden landsby Kokketorp (Koktrup) er første gang nævnt 1445-1450. Stednavnet henføres sandsynligvis til personnavnet Kok.
Kommunen er beliggende på grænsen mellem dansk og tysk bosættelse (sidste efter 1260). Ved landsbyen Kokketorp findes rester af Østervolden, en af Dannevirkes forsvarsvolde. Ved Vindeby Nor blev der i 1900-tallet fundet to moselig fra jernalderen. Moselig fra Vindeby kan i dag ses på Gottorp Museum i Slesvig by.